# Thomas Hooker
Thomas Hooker (* 5. Juli 1586 in Marksfield, Leicestershire; † 7. Juli 1647 in Hartford, Connecticut) war zuerst ein anglikanischer Pfarrer mit puritanischer Gesinnung in England. Dann wurde er einer der führenden Köpfe der ersten Generation von puritanischen Einwanderern in Neuengland und einer der Gründer der Stadt Hartford und der Kolonie Connecticut.

## Leben
Hooker war Schüler am Gymnasium Dixie Grammar School in Market Bosworth und studierte an der Universität Cambridge Theologie. Er wurde zuerst kurz anglikanischer Pfarrer in Esher in Surrey, und dann theologischer Lehrer in Chelmsford. Dort wurde der spätere Indianermissionar John Eliot sein Assistent. Als Puritaner hielt er sich größtenteils an die Doktrin, nicht aber an den Ritus der anglikanischen Amtskirche. Deshalb hatte er ab 1629 unter der Verfolgung der Puritaner durch den arminianischen Erzbischof von Canterbury, William Laud, zu leiden. Als er 1630 an das Kirchengericht vorgeladen wurde, floh er nach Holland, wo er die rechte Hand von William Ames wurde. 1633 wanderte er mit Dutzenden Gleichgesinnten in die vier Jahre zuvor gegründete amerikanische Kolonie Massachusetts aus, in der sich bereits einige Tausend Puritaner niedergelassen hatten. Er wurde zum ersten Pastor der Gemeinde Newport, die heute zu Cambridge gehört, ernannt. Sein damaliges Anwesen liegt heute auf dem Campus der Harvard-Universität.
Thomas Hooker zog im Juni 1636 mit einer rund hundert Leute zählenden Gruppe von der Massachusetts Bay aus westwärts an den Connecticut und gründete die Stadt Hartford, das erste und größte Siedlungszentrum der Kolonie von Connecticut. Unweit davon befand sich seit 1633 in Windsor das erste Haus, das auch befestigt war. In der Gruppe befand sich auch die verwitwete Ann Edwards mit ihrem Sohn William Edwards. Ann Edwards heiratete spätere James Coles. Ann und William Edwards waren Vorfahren von Jonathan Edwards.

## Hookers Lehre vom Staat
Der Kongregationalist Hooker und seine Anhänger waren wie der Kreis um Roger Williams mit der Theokratie des John Winthrop in Boston nicht einverstanden. Für Hooker lag die Grundlage der Staatsgewalt in der freien Zustimmung des Volks, dem er das Vorrecht zugestand, die Regierung zu wählen. „Hooker war der Auffassung, dass die Basis der staatlichen Autorität der Wille des Volkes sein sollte und dass die Träger staatlicher Macht von der Bürgerschaft gewählt werden sollten.“ Wie in Massachusetts kam das aktive und passive Wahlrecht nur Männern mit einem bestimmten Besitz zu, den sogenannten freemen. Hooker war federführend an der Abfassung der Fundamental Orders of Connecticut von 1639 beteiligt, die als die erste schriftliche Verfassung einer modernen Demokratie galt. Zur Vorbereitung dieser Verfassung „hielt er 1638 eine berühmte Predigt, die das amerikanische Verständnis der Demokratie als Glaubensforderung klassisch formulierte“.
Zusammen mit der Kolonie von John Davenport in New Haven errangen die Einwohner von Hartford geschmeidig und zurückhaltend schon im 17. Jahrhundert eine innerlich tolerante Unabhängigkeit, die sich Boston erst ein Jahrhundert später mit Gewalt erkämpfen sollte: die Wiege der amerikanischen Demokratie.

## Weltgeschichtliche Bedeutung
Hooker kommt zusammen mit Roger Williams das große Verdienst zu, die von den separatistischen Kongregationalisten in der Plymouth Colony (1620) und den Puritanern in der Massachusetts Bay Colony (1628) geschaffene demokratische Regierungsform mit dem zentralen Menschenrecht der Religionsfreiheit verbunden zu haben. Diese Tradition wurde 1682 von William Penn in Pennsylvania fortgeführt. Diese drei Kolonien, vor allem das flächenmäßig große Pennsylvania, wurden zu Zufluchtsstätten für verfolgte oder diskriminierte religiöse Minderheiten. Auch die kleine katholische Minderheit und die noch kleinere jüdische Gruppe erhielten volle Bürgerrechte und konnten ihre Religion frei ausüben.  Die Verbindung von Demokratie mit ihren bürgerlichen Freiheitsrechten und der Religionsfreiheit, die Hooker, Williams und Penn aus ihrem Verständnis des Evangeliums ableiteten, wurde durch die Unabhängigkeitserklärung (1776), die Verfassung der Vereinigten Staaten und die Bill of Rights (Vereinigte Staaten) die Verfassungsgrundlage des neuen Landes, die ihrerseits vor allem im 19. und 20. Jahrhundert Vorbild für viele Staaten weltweit wurde (auch für Deutschland) sowie Eingang in die Charta und die Allgemeine Erklärung der Menschenrechte der Vereinten Nationen fand. Die Französische Revolution übernahm zwei ihrer drei Schlagworte – égalité, liberté [Gleichheit, Freiheit] – aus der amerikanischen Unabhängigkeitserklärung (equality, liberty).

## Trivia
Die seit 2006 in Bloomfield und Hartford bestehende Brauerei trägt den Namen des Stadtgründers Thomas Hooker.

## Schriften
- The Poor Doubting Christian Drawn to Christ: Wherein the Main Hindrances, Which Keep Men from Coming to Christ, Are Discovered: With Special Helps to Recover God’s Favour. Robins & Smith, Hartford 1845.
- Reverend Thomas Hooker’s Letter, in Reply to Governor Winthrop. Connecticut Historical Society, Hartford 1860.
- Thomas Hooker: Writings in England and Holland, 1626-1633. George H. Williams, Harvard University Press, Cambridge MA 1975.